# Blériot-SPAD S.510
Blériot-SPAD S.510 byl poslední vyráběný francouzský stíhací dvouplošník.

## Vývoj a popis
Letoun byl koncipován na základě požadavku francouzského letectva v roce 1930 jako čistý dvouplošník s otevřeným kokpitem. Jeho konstrukce byla celokovová, přičemž zadní část trupu tvořila duralová skořepina. Křídla a ocasní plochy byly klasické konstrukce potažené plátnem. Letoun byl poháněn kapalinou chlazeným vidlicovým dvanáctiválcem Hispano-Suiza 12Xbrs.
Letoun poprvé vzlétl 6. ledna 1933. Během zkoušek musel být prodloužen trup a zvětšena svislá ocasní plocha, aby byly vyřešeny problémy se stabilitou a bočením letounu. Výkony měl podobné jako britský Gloster Gladiator. Výzbroj letounů S.510 byla složena ze 4 kulometů, které byly montovány ve spodním křídle. Tato výzbroj mu dávala mnohem větší palebnou sílu než většině dřívějších dvouplošníků, tím se podobal britským Gladiatorům nebo italským letounům Fiat CR.42 Falco. Poslední dva stroje však byly dodány s motory Hispano-Suiza 12Xcrs, které umožňovaly instalaci leteckého kanónu mezi válce motoru.
Letoun S.510 byl odsouzen stát se zastaralým, dokonce ještě předtím než poprvé vzlétl, ačkoliv když byl navrhován, mnoho pilotů a odborníků bylo pevně přesvědčeno, že dvouplošníky jsou lepšími stíhačkami než jednoplošníky kvůli své obratnosti. Přesto byla v srpnu 1935 podepsána objednávka na 60 letounů poté, co francouzské letecké eso Louis Massot předvedl vynikající manévrovací schopnosti a stoupavost letounu.
Navzdory svým přednostem se letouny udržely ve službě asi jeden rok. Letoun velice rychle zastarával s tím, jak Británie, Německo, ale i Francie rychle vyvíjely moderní stíhací jednoplošníky. K jeho dalším slabinám patřil pevný nezatahovatelný slabý podvozek a horší palivový systém.

## Operační historie
Letoun S.510 vstoupil do služby na počátku roku 1936, v květnu 1937 byl přidělen k GC I/7 a v červenci 1938 k GC II/7. Letoun byl považován za přechodový typ mezi stroji Morane-Saulnier MS.225 a Morane-Saulnier MS.406. Sloužil i u vojenské akrobatické skupiny známé pod názvem Weiser Circus.
Při vypuknutí 2. světové války letouny S.510 sloužily již jen u záložních jednotek. Záložní jednotky v kontinentální Francii byly mobilizovány do skupiny II/561 na letišti v Havre-Oteville. Od 18. ledna 1940 začaly být letouny nahrazovány stroji Bloch MB.151 a groupe změnila označení na GC III/10. Nahrazené letouny S.510 se vrátily do role cvičných letounů. Přibližně 10 letounů S.510 bylo posláno do francouzské severní Afriky, kde byly zařazeny do stíhací skupiny GC III/5, ale vzhledem k jejich zastaralosti byly používány jen k cvičným účelům.
27 strojů mělo být posláno také do Španělska, aby se účastnily španělské občanské války na straně republikánských sil (někdy je uváděno číslo 15 strojů), ale důkazy o tom, že tomu tak skutečně bylo, chybí.

## Varianty
S.510.01
První prototyp letounu.
S.510
Sériové stroje poháněné motorem Hispano-Suiza 12Xbrs. Vyrobeno 60 strojů.

## Specifikace (S.510)
Technické údaje pocházejí z publikace „Encyklopedie stíhacích letounů“.

### Technické údaje
- Posádka: 1
- Rozpětí: 8,84 m
- Délka: 7,46 m
- Nosná plocha: 22 m²
- Plošné zatížení: ? kg/m²
- Prázdná hmotnost: 1 250 kg
- Běžná vzletová hmotnost: 1 830 kg
- Pohonná jednotka: 1x vidlicový motor Hispano-Suiza 12Xbrs
- Výkon pohonné jednotky: 690 hp (515 kW) ve výšce 4 000 m

### Výkony
- Cestovní rychlost: ? km/h ve výšce ? m
- Maximální rychlost: 370 km/h ve výšce 5 000 m
- Dolet: 875 km
- Dostup: 10 500 m (údaj převzat z anglické wikipedie)
- Stoupavost: 14,85 m/s (údaj převzat z anglické wikipedie)
- Výstup do 3 000 m: 3,37 min.

### Výzbroj
- 4x kulomet MAC 1934 ráže 7,5 mm v křídle

## Uživatelé
Francie
- Francouzské letectvo

 Španělská republika
- Španělské republikánské letectvo

#### Podobná letadla
- Arado Ar 68
- Avia B-534
- Dewoitine D.510
- Fiat CR.32
- Gloster Gladiator
- Heinkel He 51